# Museumsführer

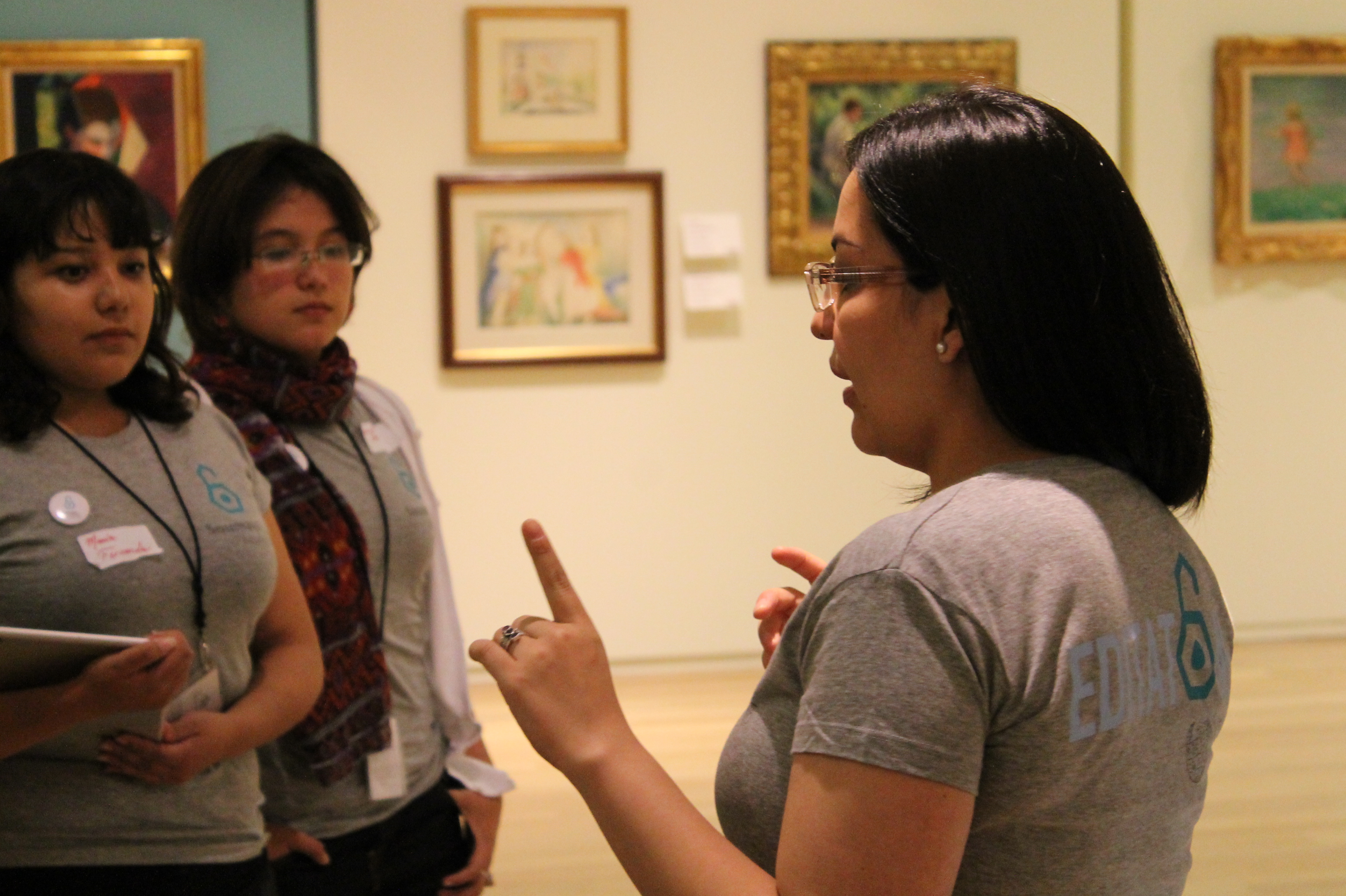
Museumsführerin

Ein Museumsführer leitet Personen durch Museen und vermittelt geschichtliche Hintergründe und Analysen zur Ausstellung und zu den ausgestellten Objekten. Das Berufsbild wird unter dem allgemeinen Begriff des Fremdenführers zusammengefasst.
Für Sonderausstellungen werden auch zusätzliche Honararkräfte kurzzeitig angestellt und geschult.

## Begriff
Museumsführer werden weiterhin darstellende und erläuternde Druckerzeugnisse wie Museumsbroschüren oder Ausstellungskataloge genannt. Der Begriff Museumsführer steht zudem für den elektronischen Audioguide.